# Hoplolabis spinosa
Hoplolabis spinosa là một loài ruồi trong họ Limoniidae. Chúng phân bố ở miền Cổ bắc.